# Brusturi (Neamț)
Brusturi es una comuna ubicada en el distrito de Neamț, Rumania.

## Superficie
Posee una superficie de 50,23 kilómetros cuadrados.

## Demografía
Hasta 2021 la población era de 3686 habitantes, con una densidad de población de 73,38 habitantes por kilómetro cuadrado.